# Westerhorn (Eemsmond)
Westerhorn – mała wieś w Holandii, w prowincji Groningen, w gminie Eemsmond. 